# Адрар (область)
Адра́р (араб. ولاية آدرار, фр. Adrar) — область в Мавританії.
- Адміністративний центр - місто Атар.
- Площа - 215 300 км², населення - 62 658 осіб (2013 рік) [1].

## Географія

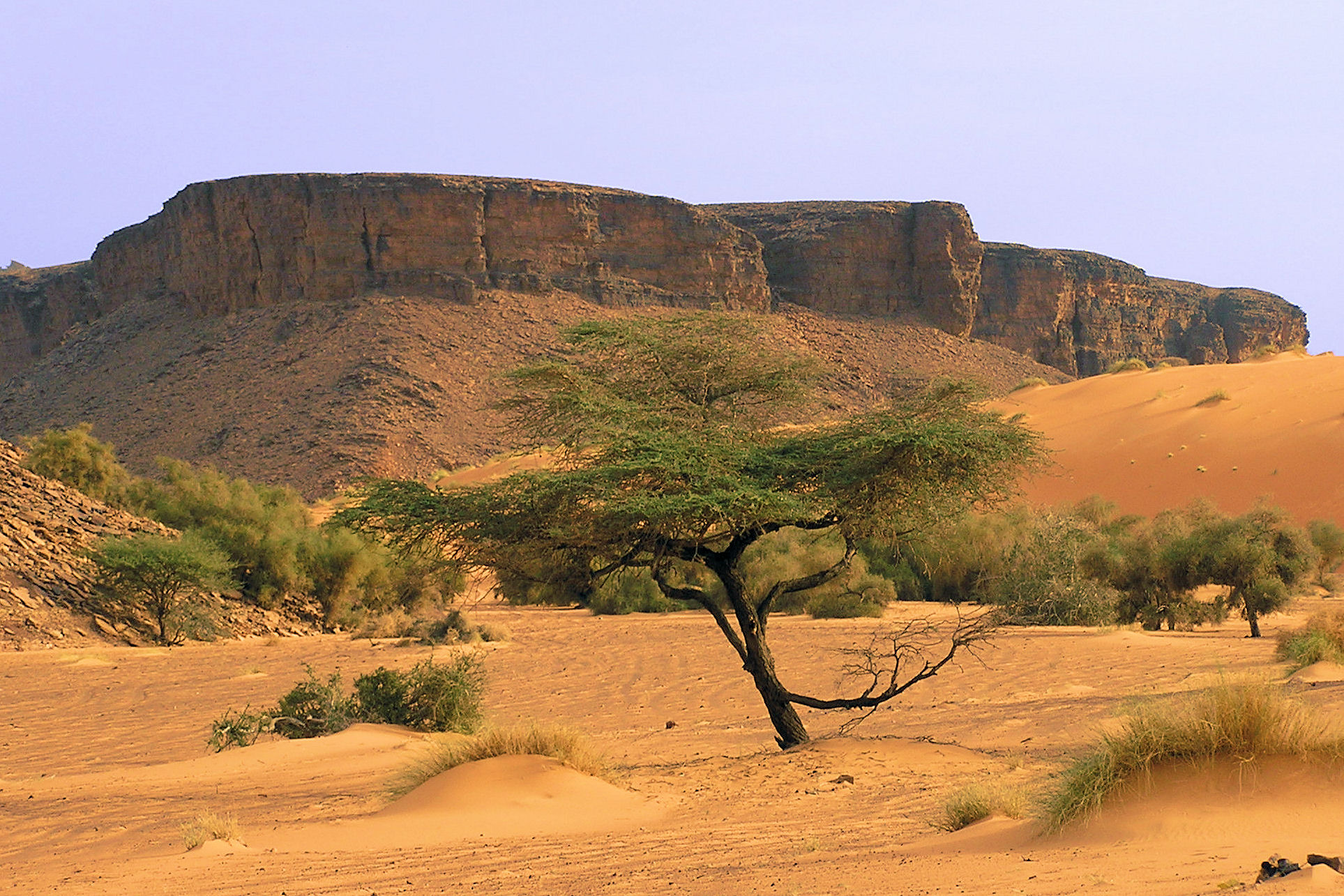
Плато Адрар

На півночі межує з областю Тірис-Земмур, на сході з областю Ход-еш-Шаркі, на півдні з областю Тагант, на південному заході з областю Трарза, на заході з областями Інширі та Дахлет-Нуадібу, на північному заході з Західною Сахарою, на сході з Малі. На території області розташовано плато Адрар.
Великі міста - Шум, Шингетті, Уадан.

## Історія
У XVIII - поч. XX століть тут існував незалежний емірат Адрар. Утворений в 1740-ті рр. арабським (Битва на озері) плем'ям мгафра; на чолі стояли еміри з роду улед-джафрія. Найбільшого впливу емірат досяг в XIX в. Економіка Адрар ґрунтувалася на кочовому скотарстві (верблюди, вівці), в оазах існувало незначне осіле землеробство, головним чином вирощування фініків. Панівна верства в еміраті становили воїни-хасани, нижче стояли в основному берберські за складом племена марабутів та данників-зенага, які виплачували хасанам данину фініками й молоком. Нижню сходинку займали раби і вільні люди, які виконували землеробські роботи і доглядали за худобою. На початку XX століття французькі колонізатори встановили протекторат над Адраром. Опір загарбникам очолив останній емір Сіді Ахмед ульд Гайда (1905-1932). Після загибелі еміра в 1932 році Адрар був анексований Францією.

## Адміністративно-територіальний поділ

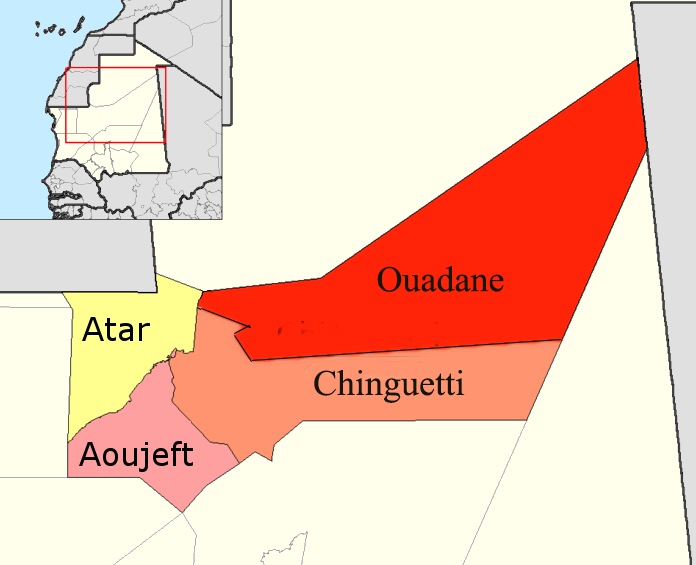
Департаменти Адрар (стара версія)

Адрар ділиться на 4 департаменти:
- Аужефт
- Атар
- Шингетті
- Уадан